# قسم معصومية الريفي (مقاطعة أراك)
قسم معصومیة الريفي (بالفارسية: دهستان معصومیه) هي قسم تقع في إيران في قسم. يقدر عدد سكانها بـ 7,923 نسمة .